# Municipio de Wilma
El municipio de Wilma (en inglés: Wilma Township) es un municipio ubicado en el condado de Pine en el estado estadounidense de Minnesota. En el año 2010 tenía una población de 65 habitantes y una densidad poblacional de 0,68 personas por km².

## Geografía
El municipio de Wilma se encuentra ubicado en las coordenadas 46°6′54″N 92°28′44″O / 46.11500, -92.47889. Según la Oficina del Censo de los Estados Unidos, el municipio tiene una superficie total de 95.33 km², de la cual 94,25 km² corresponden a tierra firme y (1,13 %) 1,08 km² es agua.

## Demografía
Según el censo de 2010, había 65 personas residiendo en el municipio de Wilma. La densidad de población era de 0,68 hab./km². De los 65 habitantes, el municipio de Wilma estaba compuesto por el 90,77 % blancos, el 3,08 % eran afroamericanos, el 4,62 % eran amerindios y el 1,54 % eran de una mezcla de razas. Del total de la población el 0 % eran hispanos o latinos de cualquier raza.